# Рютте, Франс
Францискус Рейнир (Франс) Рютте (нидерл. Franciscus Reinier "Frans" Rutte; 28 июля 1896 — 10 марта 1929) — нидерландский футболист, выступал на позиции нападающего за амстердамский «Аякс». В период с 1920 по 1927 провёл за клуб 81 матч, забил в них 47 голов. В сезоне 1925/1926 он становился лучшим бомбардиром «Аякса», забив 15 мячей в 17 матчах. Выступал также за сборную Амстердама.
В феврале 1929 года Франс оказался в больнице, у него был обнаружен плеврит и воспаление лёгких. В марте состояние здоровья Франса немного улучшилось, однако 10 марта он скончался.
Франс Рютте был похоронен 14 марта на кладбище района Бёйтен-Велдерт к югу от Амстердама. На его похороны пришли как действующие футболисты, около 500 человек, так и бывшие. Были также представители Футбольной федерации Амстердама, клуба «Блау-Вит» и других команд. Гроб с телом умершего несли на руках Ян де Натрис, Вим Волкерс, Хейн Делсен, Йоп Пелсер, Андре де Крёйфф и Долф ван Кол.